# 13118 La Harpe
13118 La Harpe este o planetă minoră (asteroid), cu un diametru de 9,043 km, din centura de asteroizi. A fost descoperită pe 20 octombrie 1993 la Observatorul European Austral de Eric Walter Elst și a fost numită după Jean-François de La Harpe. 
Obiectul prezintă o orbită caracterizată de o semiaxă mare de 2,9867665 UAi, o excentricitate de 0,08, o înclinație de 11,55027 ° în raport cu ecliptica.